# Скрыт
Скрыт (болг. Скрът) — село в Благоевградской области Болгарии. Входит в состав общины Петрич. Находится примерно в 18 км к западу от центра города Петрич и примерно в 74 км к югу от центра города Благоевград. По данным переписи населения 2011 года, в селе  проживал 961 человек.
Каждый август, начиная с 2001 года, из села выдвигаются международные (Болгария—Греция—Македония) экскурсии к пограничной горе Тумба.

## Население
| Год     | 1934 | 1946 | 1956 | 1965 | 1975 | 1985 | 1992 | 2001 | 2011 |
| ------- | ---- | ---- | ---- | ---- | ---- | ---- | ---- | ---- | ---- |
| Жителей | 722  | 924  | 1258 | 1385 | 1301 | 1370 | 1266 | 1090 | 961  |

| Национальность  | Человек | Процент |
| --------------- | ------- | ------- |
| болгары         | 918     | 98,82%  |
| другие          | 5       | 0,54%   |
| не определились | 3       | 0,32%   |
| Всего ответов   | 929     |         |

|  |